# Rangsjön, Värmland
Rangsjön är en sjö i Torsby kommun i Värmland och ingår i Glommas huvudavrinningsområde. Sjön är 23 meter djup, har en yta på 2,74 kvadratkilometer och befinner sig 490 meter över havet. Sjön avvattnas av vattendraget Medskogsån (Avundsåsån). Vid provfiske har abborre, gädda och lake fångats i sjön.

## Delavrinningsområde
Rangsjön ingår i det delavrinningsområde (674930-132213) som SMHI kallar för Utloppet av Rangsjön. Medelhöjden är 528 meter över havet och ytan är 12,98 kvadratkilometer. Det finns inga avrinningsområden uppströms utan avrinningsområdet är högsta punkten. Medskogsån (Avundsåsån) som avvattnar avrinningsområdet har biflödesordning 2, vilket innebär att vattnet flödar genom totalt 2 vattendrag innan det når havet efter 45 kilometer. Avrinningsområdet består mestadels av skog (63 procent) och sankmarker (14 procent). Avrinningsområdet har 2,72 kvadratkilometer vattenytor vilket ger det en sjöprocent på 20,9 procent.